# Alan Perlis
Alan Jay Perlis (1922, Pittsburgh, Pennsilvània)- 1990) va ser un catedràtic nord-americà de ciències de la computació que va guanyar el Premi Turing a 1966 i va ser president de l'Associació per a la Maquinària Computacional (ACM) de 1962 a 1964.
Perlis va néixer l'1 d'abril de 1922 a Pittsburgh, Estats Units. Va cursar la llicenciatura en química a l'Institut de Tecnologia de Carnegie i va combatre durant tres anys a la Força Aèria del seu país durant la Segona Guerra Mundial. Al seu retorn als Estats Units va cursar el magisteri i el doctorat en matemàtiques a l'Institut Tecnològic de Massachusetts (MIT), on també va treballar al Laboratori d'Investigacions Balística de la universitat.
En 1952 va començar a treballar com a assistent de laboratori a la Universitat de Purdue i posteriorment va obtenir la càtedra en matemàtiques de la mateixa escola. A la Universitat Carnegie Mellon encapçalar els Departaments de Matemàtiques (1960 - 1964) i Ciències Computacionals (1965 - 1971) i a la Universitat Yale va ser director del Departament de Ciències Computacionals de 1976 a 1980, després d'una breu interrupció l'any escolar 1977 - 1978, quan va exercir com a catedràtic a l'Institut Tecnològic de Califòrnia.
La seva àrea d'especialitat van ser els llenguatges de programació. En 1957 va encapçalar un comitè de l'Associació per a la Maquinària Computacional dels Estats Units per tal de dissenyar un "llenguatge de programació universal" que va culminar amb la creació d'ALGOL-60, un avantpassat del Pascal. També va escriure alguns dels més destacats textos en matèria de programació del segle xx.
En reconeixement de les seves aportacions al món de la informàtica se li va atorgar el primer Premi Turing de la història l'any 1966.
Va morir el 7 de febrer de 1990 a New Haven, Connecticut.